# 노아 (밴드)
노아(Noah)는 인도네시아의 팝 밴드이다. 예전에는 피터팬(Peterpan)이라는 이름이였다.

## 구성원
- 아릴 – 가수/기타 (리더)
- 우키 – 기타
- 루크만 – 기타
- 다비드 - 키버드

### 이전 구성원
- 안디카
- 인드라
- 레자

## 음반
| 타이틀               | 의미      | 발매일          | 판매      |
| 《Taman Langit》     | 천국 공원 | 2003년          | 150,000   |
| 《Bintang di Surga》 | 천국의 별 | 2004년 8월      | 2,700,000 |
| 《Hari yang Cerah》  | 맑은 날   | 2007년 5월 25일 | 150,000   |